# 2016 у шахах
Серед головних шахових подій 2016 року: матч за звання чемпіонки світу між Марією Музичук і Хоу Іфань, у якому перемогла Іфань; турнір претендентів, переможець якого Сергій Карякін кинув виклик Магнусові Карлсену в матчі за звання чемпіона світу і потім поступився в ньому.

## Турніри

### Особисті
| Турнір                         | Дата                  | Σ  | Переможець                     |
| ------------------------------ | --------------------- | -- | ------------------------------ |
| Вейк-ан-Зеє 2016               | 15—31 січня           | 14 | Норвегія Магнус Карлсен        |
| Матч за звання чемпіонки світу | 1—18 березня          | 2  | КНР Хоу Іфань                  |
| Турнір претендентів            | 11—28 березня         | 8  | Росія Сергій Карякін           |
| Чемпіонат Польщі               | 30 березня — 7 квітня | 10 | Польща Радослав Войташек       |
| Чемпіонат США                  | 14—30 квітня          | 12 | США Фабіано Каруана            |
| Ставангер                      | 18—29 квітня          | 10 | Норвегія Магнус Карлсен        |
| Меморіал Гашимова              | 25 травня — 4 червня  | 10 | Азербайджан Шахріяр Мамед'яров |
| Сент-Луїс                      | 5 — 16 серпня         | 10 | США Веслі Со                   |
| Чемпіонат Франції              | 13 — 23 серпня        | 10 | Франція Матьє Корнетт          |
| Меморіал Таля                  | 26 вересня — 6 жовтня | 10 | Росія Ян Непомнящий            |
| Матч за звання чемпіона світу  | 11—30 листопада       | 2  | Норвегія Магнус Карлсен        |
| Чемпіонат України              | 5—17 грудня           | 12 | Україна Михайло Олексієнко     |
| Лондон                         | 7 — 19 декабря        | 10 | США Веслі Со                   |

### Командні
| Турнір                | Дата         | Σ   | Переможець |
| --------------------- | ------------ | --- | ---------- |
| Шахова олімпіада 2016 | 1-14 вересня | 176 | США        |

## Ело (топ-10)
| Шахіст              | Країна     | 01.2016 | 02.2016 | 03.2016 | 04.2016 | 05.2016 | 06.2016 | 07.2016 | 08.2016 | 09.2016 | 10.2016 | 11.2016 | 12.2016 |
| ------------------- | ---------- | ------- | ------- | ------- | ------- | ------- | ------- | ------- | ------- | ------- | ------- | ------- | ------- |
| Магнус Карлсен      | Норвегія   | 2844    | 2844    | 2851    | 2851    | 2851    | 2855    | 2855    | 2857    | 2857    | 2853    | 2853    | 2840    |
| Володимир Крамник   | Росія      | 2801    | 2801    | 2801    | 2801    | 2801    | 2812    | 2812    | 2808    | 2808    | 2817    | 2810    | 2809    |
| Аніш Гірі           | Нідерланди | 2798    | 2798    | 2793    | 2790    | 2790    | 2782    | 2785    | 2769    |         |         |         | 2771    |
| Левон Аронян        | Вірменія   | 2792    | 2792    | 2786    | 2784    | 2784    | 2792    | 2792    | 2792    | 2795    | 2795    | 2795    | 2785    |
| Фабіано Каруана     | Італія     | 2787    | 2787    | 2794    | 2795    | 2804    | 2804    | 2810    | 2807    | 2808    | 2813    | 2823    | 2823    |
| Хікару Накамура     | США        | 2787    | 2787    | 2790    | 2787    | 2787    | 2787    | 2787    | 2791    | 2789    | 2787    | 2779    | 2779    |
| Максим Ваш'є-Лаграв | Франція    | 2785    | 2785    | 2792    | 2788    | 2788    | 2789    | 2798    | 2819    | 2813    | 2811    | 2811    | 2804    |
| Вішванатан Ананд    | Індія      | 2784    | 2784    |         |         |         | 2770    | 2770    | 2770    | 2776    | 2776    | 2779    | 2779    |
| Веселин Топалов     | Болгарія   | 2780    | 2780    | 2780    |         |         |         |         |         | 2768    |         |         |         |
| Веслі Со            | США        | 2773    | 2773    | 2773    | 2773    | 2775    | 2770    | 2770    | 2771    | 2782    | 2794    | 2794    | 2794    |
| Дін Ліжень          | КНР        |         |         | 2777    | 2777    | 2778    | 2783    | 2778    |         |         | 2764    |         |         |
| Сергій Карякін      | Росія      |         |         |         | 2779    | 2779    | 2774    | 2773    | 2769    | 2769    | 2772    | 2772    | 2785    |
| Пентала Харікрішна  | Індія      |         |         |         |         |         |         |         |         |         |         | 2768    |         |

## Нові гросмейстери
| Шахіст                       | Країна     |
| ---------------------------- | ---------- |
| Мадс Андерсен                | Данія      |
| Евандро Аморін Барбоза       | Бразилія   |
| Йорден Ван Форест            | Нідерланди |
| Беньямін Гледура             | Угорщина   |
| Каміло Ернесто Гомес Гаррідо | Куба       |
| Жонатан Дурерассу            | Франція    |
| Богдан-Даньєл Дяк            | Румунія    |
| Марцель Канарек              | Польща     |
| Андреас Келіріс              | Греція     |
| Оттомар Ладва                | Естонія    |
| Моултхюн Лі                  | Австралія  |
| Давіт Ломсадзе               | Грузія     |
| Жюль Муссар                  | Франція    |
| Мілан Пахер                  | Словаччина |
| Алан Пічот                   | Аргентина  |
| Предке Олександр             | Росія      |
| Резван Преоцу                | Канада     |
| Расмус Сване                 | Німеччина  |
| Ар'ян Тарі                   | Норвегія   |
| Фруде Уркедаль               | Норвегія   |
| Андреас Хайманн              | Німеччина  |
| Максим Чигаєв                | Росія      |
| Вахап Шанал                  | Туреччина  |
| Данило Юффа                  | Росія      |

## Трансфер
| Шахіст        | Звідки     | Куди    |
| ------------- | ---------- | ------- |
| Петер Михалик | Словаччина | Чехія   |
| Робер Фонтен  | Франція    | Монако  |
| Хішам Хамдуші | Франція    | Марокко |

## Померли
- Ашот Анастасян (16 липня 1964 — 26 грудня 2016)
- Ласло Барцаї (21 травня 1936 — 7 квітня 2016)
- Іван Букавшин (3 травня 1995 — 12 січня 2016)
- Йозеф Буй (16 травня 1934 — 28 лютого 2016)
- Смілья Вуйосевич (9 липня 1935 — 30 липня 2016)
- Віктор Гавриков (29 липня 1957 — 27 квітня 2016)
- Євгеній Гік (10 травня 1943 — 24 жовтня 2016)
- Даніелян Оганес Юрійович (3 січня 1974 — 8 серпня 2016)
- Марк Дворецький (9 грудня 1947 — 26 вересня 2016)
- Юрій Єлісеєв (29 липня 1996 — 26 листопада 2016)
- Самуїл Жуховицький (12 грудня 1916 — 29 жовтня 2016)
- Денні Копек (28 лютого 1954 — 12 червня 2016)
- Елдер Камара (7 лютого 1937 — 20 лютого 2016)
- Віктор Корчной (23 березня 1931 — 6 червня 2016)
- Звонимир Мештрович (17 жовтня 1944 — 15 червня 2016)
- Едуард Мнацаканян (6 грудня 1938 — 18 січня 2016)
- Драган Паунович (8 листопада 1961 — 19 травня 2016)
- Елізабета Поліхроніаде (24 квітня 1935 — 23 січня 2016)
- Артуро Помар (1 вересня 1931 — 26 травня 2016)
- Карл Рерль (11 листопада 1941 — 25 лютого 2016)
- Хорхе Рубінетті (31 березня 1945 — 19 вересня 2016)
- Валентин Руденко (19 лютого 1938 — 2 квітня 2016)
- Герман Сурадіраджа (14 жовтня 1947 — 6 червня 2016)
- Марк Тайманов (7 февраля 1926 — 28 ноября 2016)
- Сергій Хавський (15 лютого 1928 — 10 серпня 2016)
- Олександр Хасін (29 квітня 1951 — 31 грудня 2016)
- Галина Шляхтич (6 березня 1973 — 12 жовтня 2016)

[[Категорія:Спортивні події {{{1}}}{{{2}}}|Шахи]]